# Kamidana
Kamidana (神棚 (thần bằng) kami-dana, nghĩa là "ngăn tủ cho thần thánh") là những bàn thờ nhỏ được cung cấp để trân trọng một cách thiêng liêng một kami trong Thần đạo. Chúng thường được tìm thấy ở Nhật Bản, ngôi nhà của tục lệ thờ cúng kami.

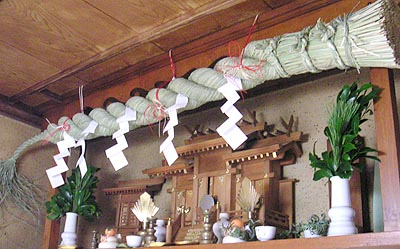
Một kamidana có shimenawa và shide

Kamidana thường được đặt cao trên tường và chứa nhiều vật dụng liên quan đến các nghi lễ theo phong cách Thần đạo, trong đó nổi bật nhất là shintai, một vật mang ý nghĩa là cung cấp nơi trú ngụ cho một kami được lựa chọn, do đó tạo ra một hình dạng vật chất để cho phép việc thờ phụng. Kamidana shintai thường gặp nhất là những chiếc gương có dạng tròn, mặc dù chúng có thể là các hòn đá (magatama), đồ trang sức, hoặc một số vật thể khác có giá trị biểu tượng lớn. Kami trong shintai thường là vị thần của đền thờ ở địa phương hoặc một trong những vị thần đặc biệt cho nghề nghiệp của gia chủ. Một phần của kami (bunrei) được tồn tại một cách cụ thể cho mục đích đó từ một đền thờ thông qua một quá trình gọi là kanjō.
Việc thờ phụng tại kamidana thường bao gồm việc cầu nguyện đơn giản, cúng thức ăn (cơm gạo, trái cây, nước) và hoa. Một điều quan trọng mang tính lễ nghi là các thành viên trong gia đình phải rửa tay trước khi thực hiện việc cầu nguyện tại kamidana.
Kamidanacũng có thể được tìm thấy trong một số  dōjō truyền thống trong võ thuật Nhật Bản.

## Mua và chăm sóc chokamidana
Một kamidana cho gia đình thông thường được thiết lập trong một ngôi nhà để cất giữ một ofuda, một loại bùa chú. Cả kamidana và ofuda đều có thể mua được tại bất kỳ đền thờ Thần đạo lớn nào. Bản thân các ofuda có thể được trưng bày trên một cái thẻ hoặc bất cứ nơi nào có thể nhìn thấy, miễn là chúng được giữ trong túi bảo vệ của mình. Tuy nhiên, khi một ofuda được yểm vào một kamidana, có một số quy tắc cần phải tuân theo để đảm bảo việc đặt vào được thích hợp.
Thứ nhất, một kamidana không được phép đặt trên mặt đất hoặc ở ngang tầm mắt. Nó phải nằm ở trên tầm mắt của một người bình thường. Thứ hai, một kamidana không được phép đặt bên trên lối vào, mà phải được xây dựng trong một không gian mà mọi người sẽ không đi bộ bên dưới nó. Cuối cùng, khi một ofuda được yểm và đặt vào một kamidana, sau khi tháo túi bảo vệ ra, theo tục lệ phải để nước, rượu, hay thức ăn ở phía trước kamidana, và cần được thay mới thường xuyên. Những quy tắc này áp dụng cho cả các hộ gia đình và các dojo võ thuật.
Ofuda được thay thế trước khi kết thúc một năm. Tuy nhiên, kamidana có thể được giữ trong nhà của một người cho đến khi chúng không còn sử dụng được nữa.

## Các ví dụ

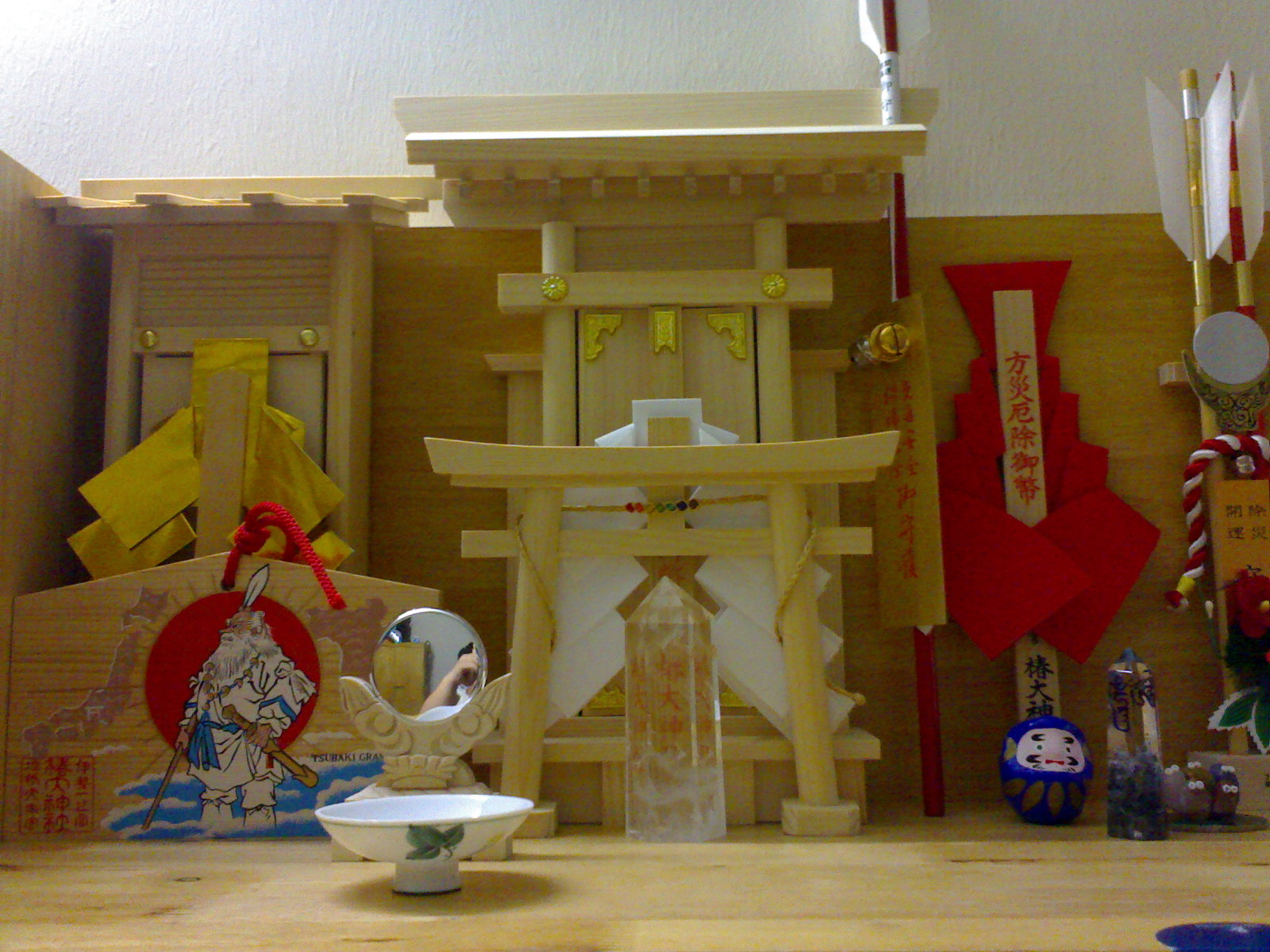
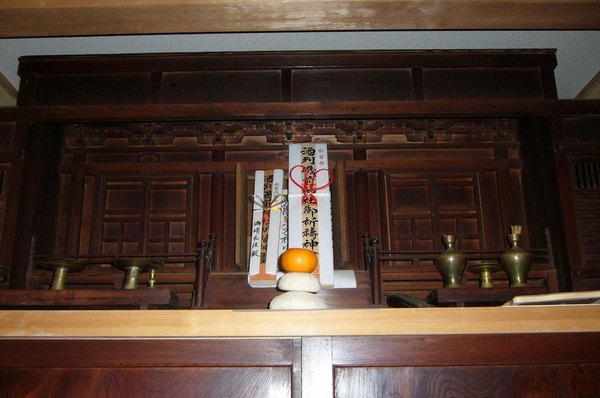
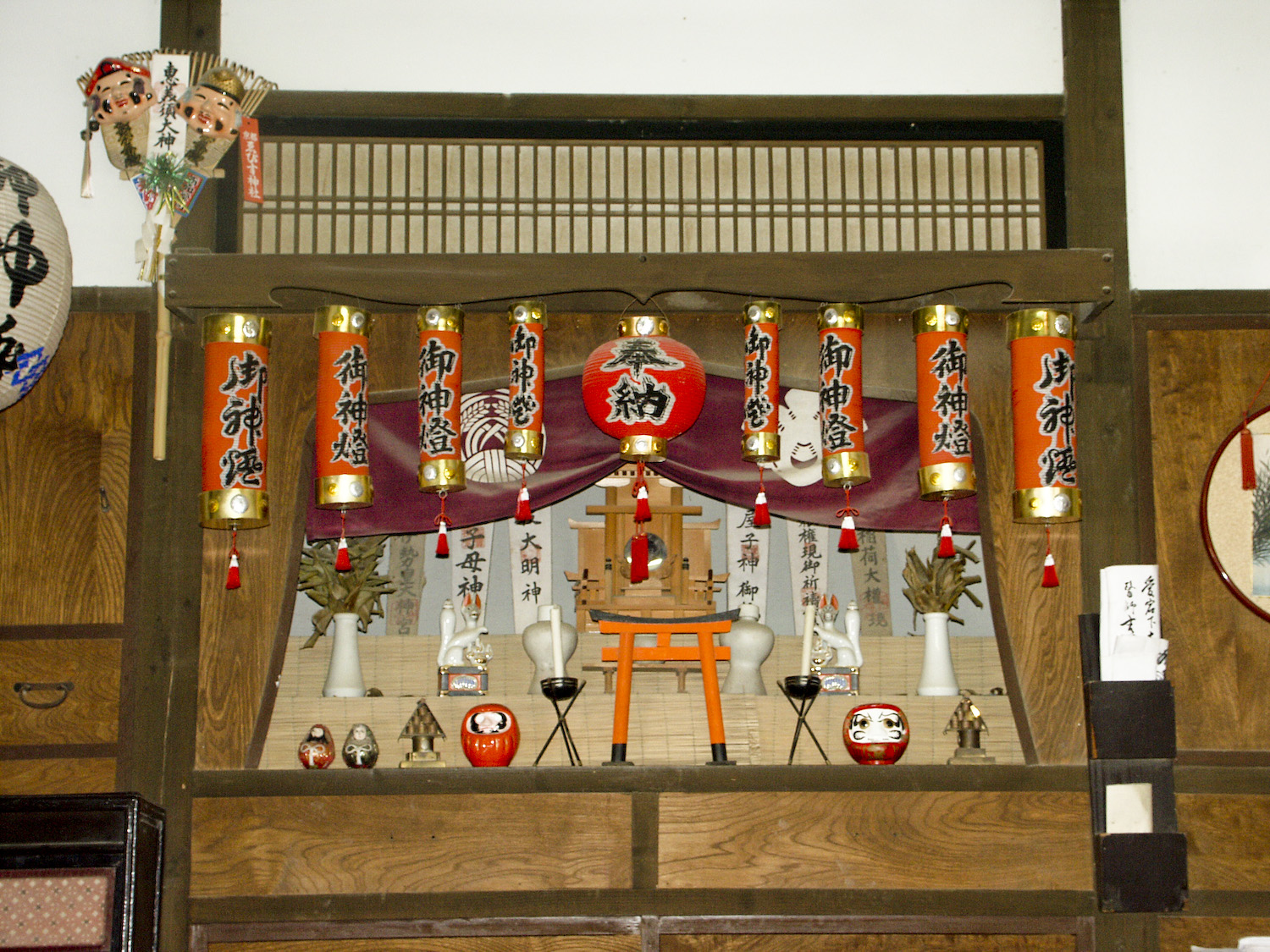
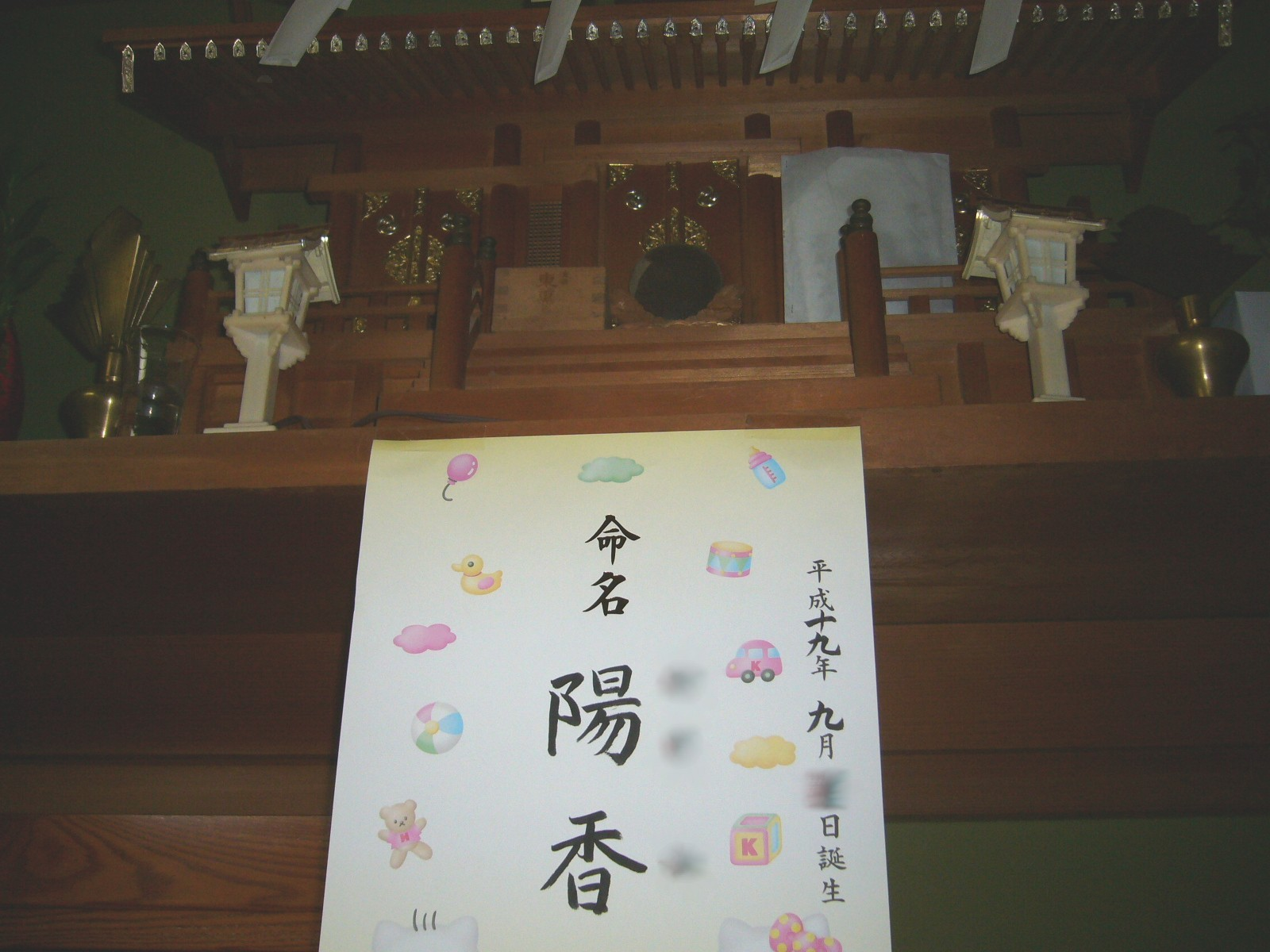